# Serrano, Guanajuato
Serrano är en ort i Mexiko.   Den ligger i kommunen Irapuato och delstaten Guanajuato, i den centrala delen av landet, 280 km nordväst om huvudstaden Mexico City. Serrano ligger 1 743 meter över havet och antalet invånare är 1 236.
Terrängen runt Serrano är huvudsakligen platt, men söderut är den kuperad. Runt Serrano är det tätbefolkat, med 790 invånare per kvadratkilometer. Närmaste större samhälle är Irapuato, 12,0 km söder om Serrano. Trakten runt Serrano består till största delen av jordbruksmark.